# Saint-Germain-Lespinasse
Saint-Germain-Lespinasse é uma comuna francesa na região administrativa de Auvérnia-Ródano-Alpes, no departamento de Loire. Estende-se por uma área de 15 km². Em 2010 a comuna tinha 1 329 habitantes (densidade: 88,6 hab./km²).